# Python
Python es un lenguaje de alto nivel de programación interpretado cuya filosofía hace hincapié en la legibilidad de su código. Se trata de un lenguaje de programación multiparadigma, ya que soporta parcialmente la orientación a objetos, programación imperativa y, en menor medida, programación funcional. Es un lenguaje interpretado, dinámico y multiplataforma.
Administrado por Python Software Foundation, posee una licencia de código abierto, denominada Python Software Foundation License. Python se clasifica constantemente como uno de los lenguajes de programación más populares, siendo ya en 2025 el más popular y además con una amplia diferencia récord histórico de más de 15 puntos porcentuales sobre el siguiente.

## Historia

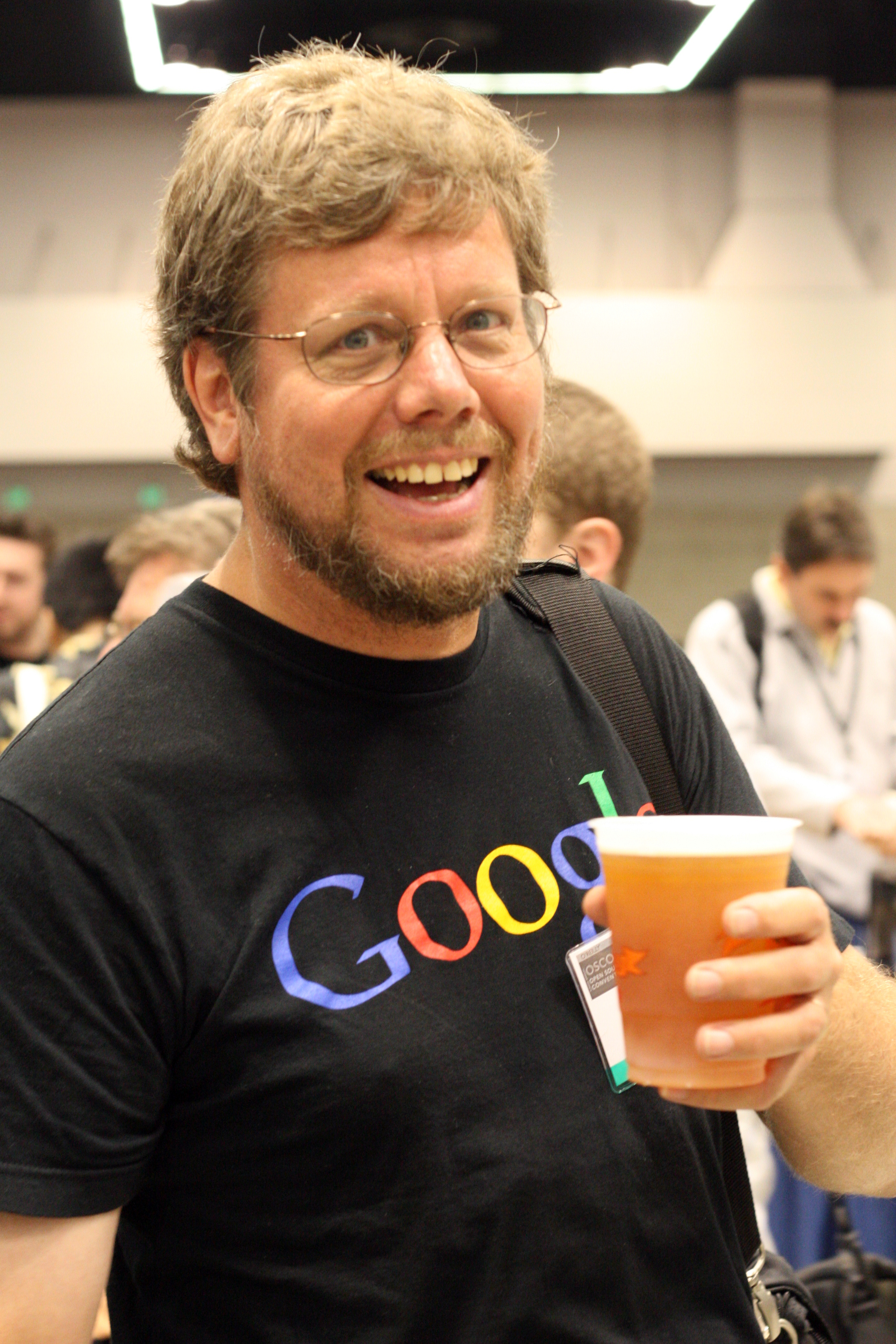
Guido van Rossum, creador de Python, en la convención OSCON 2006

Python fue creado a finales de los años ochenta por Guido van Rossum en Stichting Mathematisch Centrum (CWI), en Países Bajos, como un sucesor del lenguaje de programación ABC, capaz de manejar excepciones e interactuar con el sistema operativo Amoeba.
El nombre del lenguaje proviene de la afición de su creador por los humoristas británicos Monty Python.
Guido van Rossum es el principal autor de Python, y su continuo rol central en decidir la dirección de Python es reconocido, refiriéndose a él como Benevolente Dictador Vitalicio (en inglés: Benevolent Dictator for Life, BDFL); sin embargo el 12 de julio de 2018 declinó de dicha situación de honor sin dejar un sucesor o sucesora y con una declaración altisonante:

Entonces, ¿qué van a hacer todos ustedes? ¿Crear una democracia? ¿Anarquía? ¿Una dictadura? ¿Una federación?
Guido van Rossum

El 20 de febrero de 1991, van Rossum publicó el código por primera vez en alt.sources, con el número de versión 0.9.0. En esta etapa del desarrollo ya estaban presentes clases con herencia, manejo de excepciones, funciones y los tipos modulares, como: str, list, dict, entre otros. Además en este lanzamiento inicial aparecía un sistema de módulos adoptado de Modula-3; van Rossum describe el módulo como «una de las mayores unidades de programación de Python». El modelo de excepciones en Python es parecido al de Modula-3, con la adición de una cláusula else. En el año 1994 se formó comp.lang.python, el foro de discusión principal de Python, marcando un hito en el crecimiento del grupo de usuarios de este lenguaje.
Python alcanzó la versión 1.0 en enero de 1994. Una característica de este lanzamiento fueron las herramientas de la programación funcional: lambda, reduce, filter y map. Van Rossum explicó que «hace 12 años, Python adquirió lambda, reduce(), filter() y map(), cortesía de Amrit Perm, un hacker informático de Lisp que las implementó porque las extrañaba».
La última versión liberada proveniente de CWI fue Python 1.2. En 1995, van Rossum continuó su trabajo en Python en la Corporation for National Research Initiatives (CNRI) en Reston, Virginia, donde lanzó varias versiones del software.
Durante su estancia en CNRI, van Rossum lanzó la iniciativa Computer Programming for Everybody (CP4E), con el fin de hacer la programación más accesible a más gente, con un nivel de 'alfabetización' básico en lenguajes de programación, similar a la alfabetización básica en inglés y habilidades matemáticas necesarias por muchos trabajadores. Python tuvo un papel crucial en este proceso: debido a su orientación hacia una sintaxis limpia, ya era idóneo, y las metas de CP4E presentaban similitudes con su predecesor, ABC. El proyecto fue patrocinado por DARPA. Para el año 2007, el proyecto CP4E se encontraba inactivo; a pesar de ello, Python continúa intentando ser fácil de aprender y no muy arcano en su sintaxis y semántica, con el objetivo de ser entendible incluso para no-programadores.
En el año 2000, el equipo principal de desarrolladores de Python se cambió a BeOpen.com para formar el equipo BeOpen PythonLabs. CNRI pidió que la versión 1.6 fuera pública, continuando su desarrollo hasta que el equipo de desarrollo abandonó CNRI; su programa de lanzamiento y el de la versión 2.0 tenían una significativa cantidad de traslapo. Python 2.0 fue el primer y único lanzamiento de BeOpen.com. Después que Python 2.0 fuera publicado por BeOpen.com, Guido van Rossum y los otros desarrolladores de PythonLabs se unieron en Digital Creations.
Python 2.0 tomó una característica mayor del lenguaje de programación funcional Haskell: listas por comprensión. La sintaxis de Python para esta construcción es muy similar a la de Haskell, salvo por la preferencia de los caracteres de puntuación en Haskell, y la preferencia de Python por palabras claves alfabéticas. Python 2.0 introdujo además un sistema de recolección de basura capaz de recolectar referencias cíclicas.
Posterior a este doble lanzamiento, y después que van Rossum dejara CNRI para trabajar con desarrolladores de software comercial, quedó claro que la opción de usar Python con software disponible bajo la GNU GPL era muy deseable. La licencia usada entonces, la Python License, incluía una cláusula estipulando que la licencia estaba gobernada por el estado de Virginia, por lo que, bajo la óptica de los abogados de Free Software Foundation (FSF), se hacía incompatible con GPL. Para las versiones 1.61 y 2.1, CNRI y FSF  
hicieron compatibles la licencia de Python con GPL, renombrándola como Python Software Foundation License. En el año 2001, van Rossum fue premiado con el FSF Award for the Advancement of Free Software.

Código Python con coloreado de sintaxis

Python 2.1 fue un trabajo derivado de las versiones 1.6.1 y 2.0. Es a partir de este momento que  Python Software Foundation (PSF) pasa a dirigir el proyecto, organizada como una organización sin ánimo de lucro fundada en el año 2001, tomando como modelo a la Apache Software Foundation. Incluida con este lanzamiento estuvo una implementación del alcance de variables más parecida a las reglas del static scoping originado por Scheme.
Una innovación mayor en Python 2.2 fue la unificación de los tipos en Python (tipos escritos en C), y clases (tipos escritos en Python) dentro de una jerarquía. Esa unificación logró un modelo de objetos de Python puro y consistente. También fueron agregados los generadores, que fueron inspirados por el lenguaje Icon.
Las adiciones a la biblioteca estándar de Python y las decisiones sintácticas fueron influenciadas fuertemente por Java en algunos casos: el paquete logging, introducido en la versión 2.3, está basado en log4j; el parser SAX, introducido en 2.0; el paquete threading, cuya clase Thread expone un subconjunto de la interfaz de la clase homónima en Java.
Python 2.7.x (última versión de la serie Python 2.x) fue oficialmente descontinuado el 1 de enero de 2020 (paso inicialmente planeado para 2015), por lo que ya no se publicarán parches de seguridad y otras mejoras para él. Con el final del ciclo de vida de Python 2, solo tienen soporte la rama Python 3.6.x y posteriores.
Con Python 3.5 llegaría el soporte incluido para entrada/salida asíncrona a través de la biblioteca asyncio, orientada a aplicaciones que requieren alto rendimiento de código concurrente, como servidores web, bibliotecas de conexión de bases de datos y colas de tareas distribuidas.
Evolución de Python 3.x
A continuación, se detallan las características más destacadas de las versiones recientes de Python 3.x:
Python 3.6 (23 de diciembre de 2016):
- Literales de cadena formateados (f-strings): Introducción de una nueva forma de formatear cadenas utilizando una sintaxis más sencilla y legible.
- Guiones bajos en literales numéricos: Permite mejorar la legibilidad de los números grandes al permitir el uso de guiones bajos como separadores.
- Anotaciones de variables: Se añadió una sintaxis estándar para las anotaciones de tipo en variables.
- Generadores y comprensiones asíncronos: Facilitan la escritura de código asíncrono más claro y eficiente.

Python 3.7 (27 de junio de 2018):
- Módulo dataclasses: Proporciona un decorador y funciones para crear clases que solo contienen datos, reduciendo el código repetitivo.
- Módulo contextvars: Permite manejar variables de contexto, útiles en programación asíncrona.
- Nuevas funciones en asyncio: Mejoras significativas en el módulo asyncio, incluyendo nuevas funciones y optimizaciones.

Python 3.8 (14 de octubre de 2019):
- Operador de asignación en expresiones (:=): Conocido como el "operador morsa", permite asignar valores a variables como parte de una expresión.
- Parámetros posicionales-only: Permite especificar que ciertos parámetros de una función deben ser pasados solo por posición, no por nombre.
- Módulo importlib.metadata: Proporciona una forma de acceder a la metadata de los paquetes instalados.

Python 3.9 (5 de octubre de 2020):
- Operadores de unión y actualización en diccionarios: Se introdujeron los operadores | y |= para unir y actualizar diccionarios de manera más intuitiva.
- Soporte para anotaciones de tipo genéricas en las colecciones estándar: Simplifica la especificación de tipos en estructuras de datos.
- Módulo zoneinfo: Incorpora la base de datos de zonas horarias IANA directamente en la biblioteca estándar.

Python 3.10 (4 de octubre de 2021):
- Estructuras de control match y case: Implementación de la coincidencia de patrones     estructurales, similar a switch en otros lenguajes.
- Mejoras en los mensajes de error: Mensajes de error más precisos y descriptivos para facilitar la depuración.
- Soporte para anotaciones de tipo más precisas: Incluye la unión de tipos con el operador |.

Python 3.11 (24 de octubre de 2022):
- Mejoras significativas en el rendimiento: Python 3.11 es entre un 10% y un 60% más rápido que Python 3.10.
- Grupos de excepciones y except*: Permite manejar múltiples excepciones simultáneamente de manera más eficiente.
- Módulo tomllib: Añade soporte para analizar archivos TOML en la biblioteca estándar.
- Mejoras en los rastreos de errores: Señala con mayor precisión la ubicación exacta de los errores en el código.

En la actualidad, Python se aplica en los campos de inteligencia artificial y machine learning.

## Características y paradigmas
Python es un lenguaje de programación multiparadigma. Esto significa que más que forzar a los programadores a adoptar un estilo particular de programación, permite varios estilos: programación orientada a objetos, programación imperativa y programación funcional. Otros paradigmas están soportados mediante el uso de extensiones.
Python usa tipado dinámico y conteo de referencias para la gestión de memoria.
Una característica importante de Python es la resolución dinámica de nombres; es decir, lo que enlaza un método y un nombre de variable durante la ejecución del programa (también llamado enlace dinámico de métodos).
Otro objetivo del diseño del lenguaje es la facilidad de extensión. Se pueden escribir nuevos módulos fácilmente en C o C++. Python puede incluirse en aplicaciones que necesitan una interfaz programable.
Aunque la programación en Python podría considerarse en algunas situaciones hostil a la programación funcional tradicional expuesta por Lisp, existen bastantes analogías entre Python y los lenguajes minimalistas de la familia Lisp (como Scheme).

## Filosofía
Los usuarios de Python se refieren a menudo a la filosofía de Python, que es bastante similar a la filosofía de Unix. El código que siga los principios de Python es reconocido como «pythónico». Estos principios fueron descritos por el desarrollador de Python Tim Peters en El Zen de Python:

- Bello es mejor que feo.
- Explícito es mejor que implícito.
- Simple es mejor que complejo.
- Complejo es mejor que complicado.
- Plano es mejor que anidado.
- Disperso es mejor que denso.
- La legibilidad cuenta.
- Los casos especiales no son tan especiales como para quebrantar las reglas.
- Lo práctico gana a lo puro.
- Los errores nunca deberían dejarse pasar silenciosamente.
- A menos que hayan sido silenciados explícitamente.
- Frente a la ambigüedad, rechaza la tentación de adivinar.
- Debería haber una —y preferiblemente solo una— manera obvia de hacerlo.
- Aunque esa manera puede no ser obvia al principio a menos que usted sea holandés.
- Ahora es mejor que nunca.
- Aunque nunca es a menudo mejor que ya mismo.
- Si la implementación es difícil de explicar, es una mala idea.
- Si la implementación es fácil de explicar, puede que sea una buena idea.
- Los espacios de nombres (namespaces) son una gran idea. ¡Hagamos más de esas cosas!

Tim Peters, El Zen de Python

Desde la versión 2.1.2, Python incluye estos puntos (en su versión original en inglés) como un huevo de Pascua que se muestra al ejecutar import this.

La LAMP comprende Python (aquí con Squid)

## Modo interactivo
El intérprete de Python estándar incluye un modo interactivo en el cual se escriben las instrucciones en una especie de intérprete de comandos: las expresiones pueden ser introducidas una a una, pudiendo verse el resultado de su evaluación inmediatamente, lo que da la posibilidad de probar porciones de código en el modo interactivo antes de integrarlo como parte de un programa. Esto resulta útil tanto para las personas que se están familiarizando con el lenguaje como para los programadores más avanzados.
Existen otros programas, como IDLE, bpython e IPython, que añaden funcionalidades extra al modo interactivo, como completamiento automático de código y coloreado de la sintaxis del lenguaje.
Ejemplo del modo interactivo:
```
>>>
  
1
 
+
 
1

     
2

>>>
  
a
 
=
 
range
(
10
)

>>>
  
print
(
list
(
a
))

     
[
0
,
 
1
,
 
2
,
 
3
,
 
4
,
 
5
,
 
6
,
 
7
,
 
8
,
 
9
]

```

## Elementos del lenguaje y sintaxis
Python está destinado a ser un lenguaje de fácil lectura. Su formato es visualmente ordenado y, a menudo, usa palabras clave en inglés donde otros idiomas usan puntuación. A diferencia de muchos otros lenguajes, no utiliza corchetes para delimitar bloques y se permiten puntos y coma después de las declaraciones, pero rara vez, si es que alguna vez, se utilizan. Tiene menos excepciones sintácticas y casos especiales que C o Pascal.
Diseñado para ser leído con facilidad, una de sus características es el uso de palabras donde otros lenguajes utilizarían símbolos. Por ejemplo, los operadores lógicos !, || y && en Python se escriben not, or y and,  y los operadores aritméticos en python respectivamente. 
El contenido de los bloques de código (bucles, funciones, clases, etc.) es delimitado mediante espacios o tabuladores, conocidos como sangrado o indentación, antes de cada línea de órdenes pertenecientes al bloque. Python se diferencia así de otros lenguajes de programación que mantienen como costumbre declarar los bloques mediante un conjunto de caracteres, normalmente entre llaves {}. Se pueden utilizar tanto espacios como tabuladores para sangrar el código, pero se recomienda no mezclarlos.
| Función factorial en C (sangría opcional) | Función factorial en Python (sangría obligatoria)                                                                                               |
| --- | --- |
| int factorial(int x) { if (x < 0 \|\| x % 1 != 0) { printf("x debe ser un numero entero mayor o igual a 0"); return -1; // Error } if (x == 0) { return 1; } return x * factorial(x - 1); } | def factorial(x): assert x >= 0 and x % 1 == 0, "x debe ser un entero mayor o igual a 0." if x == 0: return 1 else: return x * factorial(x - 1) |

Debido al significado sintáctico de la sangría, cada instrucción debe estar contenida en una sola línea. No obstante, si por legibilidad se quiere dividir la instrucción en varias líneas, añadiendo una barra invertida \ al final de una línea, se indica que la instrucción continúa en la siguiente.
Estas instrucciones son equivalentes:
| lista = ['valor 1', 'valor 2', 'valor 3'] cadena = 'Esto es una cadena bastante larga' | lista = ['valor 1', 'valor 2' \ , 'valor 3'] cadena = 'Esto es una cadena ' \ 'bastante larga' |

### Comentarios
Los comentarios se pueden poner de dos formas. La primera y más apropiada para comentarios largos es utilizando la notación ''' comentario ''', tres apóstrofos de apertura y tres de cierre. La segunda notación utiliza el símbolo #, que se extiende hasta el final de la línea. 
El intérprete no tiene en cuenta los comentarios, lo cual es útil si deseamos poner información adicional en el código. Por ejemplo, una explicación sobre el comportamiento de una sección del programa.
```
'''

Comentario más largo en una línea en Python

'''

print
(
"Hola mundo"
)
  
# También es posible añadir un comentario al final de una línea de código

```

### Variables
Las variables se definen de forma dinámica, lo que significa que no se tiene que especificar cuál es su tipo de antemano y puede tomar distintos valores en otro momento, incluso de un tipo diferente al que tenía previamente. Se usa el símbolo = para asignar valores.
```
x
 
=
 
1

x
 
=
 
"texto"
  
# Esto es posible porque los tipos son asignados dinámicamente

```

Los nombres de variables pueden contener números y letras pero deben comenzar con una letra. Además, existen 35 palabras reservadas en python:
| - and - as - assert - async - await - break - class | - continue - def - del - elif - else - except - False | - finally - for - from - global - if - import - in | - is - lambda - None - nonlocal - not - or - pass | - raise - return - True - try - while - with - yield |

A partir de Python 3.10 existen también soft keywords, palabras que son reservadas en ciertos contextos, pero que normalmente pueden ser usadas como nombres de variables. Estos identificadores son match, case y _.

### Tipos de datos

Jerarquía de los tipos básicos en Python 3.

Los tipos de datos básicos se pueden resumir en esta tabla:
| Tipo      | Clase                                                             | Notas                                               | Ejemplo                          |
| --------- | ----------------------------------------------------------------- | --------------------------------------------------- | -------------------------------- |
| str       | Cadena en determinado formato de codificación (UTF-8 por defecto) | Inmutable                                           | 'Cadena'                         |
| bytes     | Vector o array de bytes                                           | Inmutable                                           | b'Cadena'                        |
| list      | Secuencia                                                         | Mutable, puede contener objetos de diversos tipos   | [4.0, 'Cadena', True]            |
| tuple     | Secuencia                                                         | Inmutable, puede contener objetos de diversos tipos | (4.0, 'Cadena', True)            |
| set       | Conjunto                                                          | Mutable, sin orden, no contiene duplicados          | {4.0, 'Cadena', True}            |
| frozenset | Conjunto                                                          | Inmutable, sin orden, no contiene duplicados        | frozenset([4.0, 'Cadena', True]) |
| dict      | Diccionario                                                       | Grupo de pares clave:valor                          | {'key1': 1.0, 'key2': False}     |
| int       | Número entero                                                     | Precisión arbitraria                                | 42                               |
| float     | Número decimal                                                    | Coma flotante de doble precisión                    | 3.1415927                        |
| complex   | Número complejo                                                   | Parte real y parte imaginaria j.                    | (4.5 + 3j)                       |
| bool      | Booleano                                                          | Valor booleano (verdadero o falso)                  | True o False                     |

- Mutable: si su contenido (o dicho valor) puede cambiarse en tiempo de ejecución.
- Inmutable: si su contenido (o dicho valor) no puede cambiarse en tiempo de ejecución.

### Condicionales
Una sentencia condicional ejecuta su bloque de código interno solo si se cumple cierta condición. Se define usando la palabra clave if seguida de la condición y el bloque de código. Si existen condiciones adicionales, se introducen usando la palabra clave elif seguida de la condición y su bloque de código. Las condiciones se evalúan de manera secuencial hasta encontrar la primera que sea verdadera, y su bloque de código asociado es el único que se ejecuta. Opcionalmente, puede haber un bloque final (la palabra clave else, seguida de un bloque de código) que se ejecuta solo cuando todas las condiciones anteriores fueron falsas.
```
>>>
 
verdadero
 
=
 
True

>>>
 
if
 
verdadero
:
  
# No es necesario poner "verdadero == True"

...
     
print
(
"Verdadero"
)

...
 
else
:

...
     
print
(
"Falso"
)

...

    
Verdadero

>>>
 
lenguaje
 
=
 
"Python"

>>>
 
if
 
lenguaje
 
==
 
"C"
:
  
# lenguaje no es "C", por lo que este bloque se obviará y evaluará la siguiente condición

...
     
print
(
"Lenguaje de programación: C"
)

...
 
elif
 
lenguaje
 
==
 
"Python"
:
  
# Se pueden añadir tantos bloques "elif" como se quiera

...
     
print
(
"Lenguaje de programación: Python"
)

...
 
else
:
  
# En caso de que ninguna de las anteriores condiciones fuera cierta, se ejecutaría este bloque

...
     
print
(
"Lenguaje de programación: indefinido"
)

...

    
Lenguaje
 
de
 
programación
:
 
Python

>>>
 
if
 
verdadero
 
and
 
lenguaje
 
==
 
"Python"
:
  
# Uso de "and" para comprobar que ambas condiciones son verdaderas

...
     
print
(
"Verdadero y Lenguaje de programación: Python"
)

...

    
Verdadero
 
y
 
Lenguaje
 
de
 
programación
:
 
Python

```

### Bucle for
El bucle for es similar a foreach en otros lenguajes. Recorre un objeto iterable, como una lista, una tupla o un generador, y por cada elemento del iterable ejecuta el bloque de código interno. Se define con la palabra clave for seguida de un nombre de variable, seguido de in, seguido del iterable, y finalmente el bloque de código interno. En cada iteración, el elemento siguiente del iterable se asigna al nombre de variable especificado:
```
>>>
 
lista
 
=
 
[
"a"
,
 
"b"
,
 
"c"
]

>>>
 
for
 
i
 
in
 
lista
:
  
# Iteramos sobre una lista, que es iterable

...
     
print
(
i
)

...

    
a

    
b

    
c

>>>
 
cadena
 
=
 
"abcdef"

>>>
 
for
 
i
 
in
 
cadena
:
  
# Iteramos sobre una cadena, que también es iterable

...
     
print
(
i
,
 
end
=
', '
)
  
# Añadiendo end=', ' al final hacemos que no introduzca un salto de línea, sino una coma y un espacio

...

    
a
,
 
b
,
 
c
,
 
d
,
 
e
,
 
f
,

```

### Bucle while
El bucle while evalúa una condición y, si es verdadera, ejecuta el bloque de código interno. Continúa evaluando y ejecutando mientras la condición sea verdadera. Se define con la palabra clave while seguida de la condición, y a continuación el bloque de código interno:
```
>>>
 
numero
 
=
 
0

>>>
 
while
 
numero
 
<
 
10
:

...
     
print
(
numero
,
 
end
=
" "
)

...
     
numero
 
+=
 
1
  
# Un buen programador modificará las variables de control al finalizar el ciclo while

...

    
0
 
1
 
2
 
3
 
4
 
5
 
6
 
7
 
8
 
9

```

### Listas y Tuplas
- Para declarar una lista se usan los corchetes [], en cambio, para declarar una tupla se usan los paréntesis (). En ambas los elementos se separan por comas, y en el caso de las tuplas es necesario que tengan como mínimo una coma.
- Tanto las listas como las tuplas pueden contener elementos de diferentes tipos. No obstante, las listas suelen usarse para elementos del mismo tipo en cantidad variable mientras que las tuplas se reservan para elementos distintos en cantidad fija.
- Para acceder a los elementos de una lista o tupla se utiliza un índice entero (empezando por 0, no por 1). Se pueden utilizar índices negativos para acceder elementos a partir del final.
- Las listas se caracterizan por ser mutables, es decir, se puede cambiar su contenido en tiempo de ejecución, mientras que las tuplas son inmutables ya que no es posible modificar el contenido una vez creadas.

Listas
```
>>>
 
lista
 
=
 
[
"abc"
,
 
42
,
 
3.1415
]

>>>
 
lista
[
0
]
  
# Acceder a un elemento por su índice

    
'abc'

>>>
 
lista
[
-
1
]
  
# Acceder a un elemento usando un índice negativo

    
3.1415

>>>
 
lista
.
append
(
True
)
  
# Añadir un elemento al final de la lista

>>>
 
lista

    
[
'abc'
,
 
42
,
 
3.1415
,
 
True
]

>>>
 
del
 
lista
[
3
]
  
# Borra un elemento de la lista usando un índice (en este caso: True)

>>>
 
lista
[
0
]
 
=
 
"xyz"
  
# Re-asignar el valor del primer elemento de la lista

>>>
 
lista
[
0
:
2
]
  
# Mostrar los elementos de la lista del índice "0" al "2" (sin incluir este último)

    
[
'xyz'
,
 
42
]

>>>
 
lista_anidada
 
=
 
[
lista
,
 
[
True
,
 
42
]]
 
# Es posible anidar listas

>>>
 
lista_anidada

    
[[
'xyz'
,
 
42
,
 
3.1415
],
 
[
True
,
 
42
]]

>>>
 
lista_anidada
[
1
][
0
]
  
# Acceder a un elemento de una lista dentro de otra lista (del segundo elemento,

     
mostrar
 
el
 
primer
 
elemento
)

    
True

```

Tuplas
```
>>>
 
tupla
 
=
 
(
"abc"
,
 
42
,
 
3.1415
)

>>>
 
tupla
[
0
]
  
# Acceder a un elemento por su índice

    
'abc'

>>>
 
del
 
tupla
[
0
]
  
# No es posible borrar (ni añadir) un elemento en una tupla, lo que provocará una excepción

    
Traceback
 
(
most
 
recent
 
call
 
last
):

      
File
 
"<stdin>"
,
 
line
 
1
,
 
in
 
<
module
>

    
TypeError
:
 
'tuple'
 
object
 
doesn
't support item deletion

>>>
 
tupla
[
0
]
 
=
 
"xyz"
  
# Tampoco es posible re-asignar el valor de un elemento en una tupla, lo que también provocará una excepción

    
Traceback
 
(
most
 
recent
 
call
 
last
):

      
File
 
"<stdin>"
,
 
line
 
1
,
 
in
 
<
module
>

    
TypeError
:
 
'tuple'
 
object
 
does
 
not
 
support
 
item
 
assignment

>>>
 
tupla
[
0
:
2
]
  
# Mostrar los elementos de la tupla del índice "0" al "2" (sin incluir este último)

    
(
'abc'
,
 
42
)

>>>
 
tupla_anidada
 
=
 
(
tupla
,
 
(
True
,
 
3.1415
))
  
# También es posible anidar tuplas

>>>
 
1
,
 
2
,
 
3
,
 
"abc"
  
# Esto también es una tupla, aunque es recomendable ponerla entre paréntesis (recuerde que 

    
requiere
,
 
al
 
menos
,
 
una
   
coma
)

    
(
1
,
 
2
,
 
3
,
 
'abc'
)

>>>
 
(
1
)
  
# Aunque se encuentra entre paréntesis, esto no es una tupla, ya que no posee al menos una coma, por 

    
lo
 
que
 
únicamente
 
aparecerá
 
el
 
valor

    
1

>>>
 
(
1
,)
  
# En cambio, en este otro caso, sí es una tupla

    
(
1
,)

>>>
 
(
1
,
 
2
)
  
# Con más de un elemento no es necesaria la coma final

    
(
1
,
 
2
)

>>>
 
(
1
,
 
2
,)
  
# Aunque agregarla no modifica el resultado

    
(
1
,
 
2
)

```

### Diccionarios
- Para declarar un diccionario se usan las llaves {}. Contienen elementos separados por comas, donde cada elemento está formado por un par clave:valor (el símbolo : separa la clave de su valor correspondiente).
- Los diccionarios son mutables, es decir, se puede cambiar el contenido de un valor en tiempo de ejecución.
- En cambio, las claves de un diccionario deben ser inmutables. Esto quiere decir, por ejemplo, que no podremos usar ni listas ni diccionarios como claves.
- El valor asociado a una clave puede ser de cualquier tipo de dato, incluso un diccionario.

```
>>>
 
diccionario
 
=
 
{
"cadena"
:
 
"abc"
,
 
"numero"
:
 
42
,
 
"lista"
:
 
[
True
,
 
42
]}
  
# Diccionario que tiene diferentes

    
valores
 
por
 
cada
 
clave
,
 
incluso
 
una
 
lista

>>>
 
diccionario
[
"cadena"
]
  
# Usando una clave, se accede a su valor

    
'abc'

>>>
 
diccionario
[
"lista"
][
0
]
  
# Acceder a un elemento de una lista dentro de un valor (del valor de la clave

    
"lista"
,
 
mostrar
 
el
 
primer
 
elemento
)

    
True

>>>
 
diccionario
[
"cadena"
]
 
=
 
"xyz"
  
# Re-asignar el valor de una clave

>>>
 
diccionario
[
"cadena"
]

    
'xyz'

>>>
 
diccionario
[
"decimal"
]
 
=
 
3.1415927
  
# Insertar un nuevo elemento clave:valor

>>>
 
diccionario
[
"decimal"
]

    
3.1415927

>>>
 
diccionario_mixto
 
=
 
{
"tupla"
:
 
(
True
,
 
3.1415
),
 
"diccionario"
:
 
diccionario
}
  
# También es posible 

    
que
 
un
 
valor
 
sea
 
un
 
diccionario

>>>
 
diccionario_mixto
[
"diccionario"
][
"lista"
][
1
]
  
# Acceder a un elemento dentro de una lista, que se

    
encuentra
 
dentro
 
de
 
un
 
diccionario

    
42

>>>
 
diccionario
 
=
 
{(
"abc"
,):
 
42
}
  
# Sí es posible que una clave sea una tupla, pues es inmutable

>>>
 
diccionario
 
=
 
{[
"abc"
]:
 
42
}
  
# No es posible que una clave sea una lista, pues es mutable, lo que provocará una excepción

    
Traceback
 
(
most
 
recent
 
call
 
last
):

       
File
 
"<stdin>"
,
 
line
 
1
,
 
in
 
<
module
>

     
TypeError
:
 
unhashable
 
type
:
 
'list'

```

### Sentencia match-case
Python cuenta con la estructura match-case desde la versión 3.10. Esta tiene el nombre de Structural Pattern Matching.
```
match
 
variable
:

	
case
 
condicion
:

		
# codigo

	
case
 
condicion
:

		
# codigo

	
case
 
condicion
:

		
# codigo

	
case
 
_
:

		
# codigo

```

Cabe destacar que esta funcionalidad es considerablemente más compleja que el conocido switch-case de la mayoría de lenguajes de programación, ya que no solo permite realizar una comparación del valor, sino que también puede comprobar el tipo del objeto, y sus atributos. Además, puede realizar un desempaquetado directo de secuencias de datos, y comprobarlos de forma específica.
En el siguiente ejemplo, se comprueban los atributos de nuestra instancia de Punto. Si en estos no se cumple que x = 10 y y = 40, se pasará a la siguiente condición.
Es importante anotar que Punto(x=10, y=40) no está construyendo un nuevo objeto, aunque pueda parecerlo.
```
from
 
dataclasses
 
import
 
dataclass

@dataclass

class
 
Punto
:

	
x
:
 
int

	
y
:
 
int

coordenada
 
=
 
Punto
(
10
,
 
34
)

match
 
coordenada
:

	
case
 
Punto
(
x
=
10
,
 
y
=
40
):
  
# los atributos "x" e "y" tienen el valor especificado

		
print
(
"Coordenada 10, 40"
)

	
case
 
Punto
():
  
# si es una instancia de Punto

		
print
(
"es un punto"
)

	
case
 
_
:
  
# si ninguna condición cumplida (por defecto)

		
print
(
"No es un punto"
)

```

En versiones anteriores, existen diferentes formas de realizar esta operación lógica de forma similar:

### Usando if, elif, else
Podemos usar la estructura de la siguiente manera:
```
>>>
 
if
 
condicion1
:

...
     
hacer1

>>>
 
elif
 
condicion2
:

...
     
hacer2

>>>
 
elif
 
condicion3
:

...
     
hacer3

>>>
 
else
:

...
     
hacer

```

En esa estructura se ejecutara controlando la condicion1, si no se cumple pasara a la siguiente y así sucesivamente hasta entrar en el else.
Un ejemplo práctico sería:
```
>>>
 
def
 
calculo
(
op
,
 
a
,
 
b
):

...
     
if
 
op
 
==
 
'sum'
:

...
          
return
 
a
 
+
 
b

...
     
elif
 
op
 
==
 
'rest'
:

...
          
return
 
a
 
-
 
b

...
     
elif
 
op
 
==
 
'mult'
:

...
         
return
 
a
 
*
 
b

...
     
elif
 
op
 
==
 
'div'
:

...
         
return
 
a
 
/
 
b

...
     
else
:

...
          
return
 
None

>>>

>>>
 
print
(
calculo
(
'sum'
,
3
,
4
))

    
7

```

```
def
 
fibo
(
n
):

    
'''\

    Calcula el n-simo termino de la sucesión de Fibonacci,

    con una función recursiva.

    '''

    
if
 
n
 
==
 
0
:

        
return
(
0
)

    
elif
 
n
 
==
 
1
:

        
return
(
1
)

    
elif
 
n
 
>
 
1
:

        
return
(
fibo
(
n
-
1
)
 
+
 
fibo
(
n
-
2
))

    
else
:

        
return
(
None
)
 
# Valor no valido

```

Podríamos decir que el lado negativo de la sentencia armada con if, elif y else es que si la lista de posibles operaciones es muy larga, las tiene que recorrer una por una hasta llegar a la correcta.

### Usando diccionarios
Podemos usar un diccionario para el mismo ejemplo:
```
>>>
 
def
 
calculo
(
op
,
 
a
,
 
b
):

...
     
return
 
{

...
         
'sum'
:
 
lambda
:
 
a
 
+
 
b
,

...
         
'rest'
:
 
lambda
:
 
a
 
-
 
b
,

...
         
'mult'
:
 
lambda
:
 
a
 
*
 
b
,

...
         
'div'
:
 
lambda
:
 
a
/
b

...
     
}
.
get
(
op
,
 
lambda
:
 
None
)()

>>>

>>>
 
print
(
calculo
(
'sum'
,
3
,
4
))

    
7

```

De esta manera, si las opciones fueran muchas, no recorrería todas; solo iría directamente a la operación buscada en la última línea (.get(op, lambda: None)()) y estaríamos dando una opción por defecto. El motivo por el que se usan expresiones lambda dentro del diccionario es para prevenir la ejecución de las instrucciones que contienen a la hora de definir el diccionario. Este únicamente define funciones como valores del diccionario, y posteriormente, al obtener estas mediante get(), se llama a la función, ejecutando la expresión que esta contiene.

### Conjuntos
- Los conjuntos se construyen mediante la expresión set(items), donde items es cualquier objeto iterable, como listas o tuplas. Los conjuntos no mantienen el orden ni contienen elementos duplicados.
- Se suelen utilizar para eliminar duplicados de una secuencia, o para operaciones matemáticas como intersección, unión, diferencia y diferencia simétrica.

```
>>>
 
conjunto_inmutable
 
=
 
frozenset
([
"a"
,
 
"b"
,
 
"a"
])
  
# Se utiliza una lista como objeto iterable

>>>
 
conjunto_inmutable

    
frozenset
([
'a'
,
 
'b'
])

>>>
 
conjunto1
 
=
 
set
([
"a"
,
 
"b"
,
 
"a"
])
  
# Primer conjunto mutable

>>>
 
conjunto1

    
set
([
'a'
,
 
'b'
])

>>>
 
conjunto2
 
=
 
set
([
"a"
,
 
"b"
,
 
"c"
,
 
"d"
])
  
# Segundo conjunto mutable

>>>
 
conjunto2

    
set
([
'a'
,
 
'c'
,
 
'b'
,
 
'd'
])
  
# Los conjuntos no mantienen el orden, como los diccionarios

>>>
 
conjunto1
 
&
 
conjunto2
  
# Intersección

    
set
([
'a'
,
 
'b'
])

>>>
 
conjunto1
 
|
 
conjunto2
  
# Unión

    
set
([
'a'
,
 
'c'
,
 
'b'
,
 
'd'
])

>>>
 
conjunto1
 
-
 
conjunto2
  
# Diferencia (1)

    
set
([])

>>>
 
conjunto2
 
-
 
conjunto1
  
# Diferencia (2)

    
set
([
'c'
,
 
'd'
])

>>>
 
conjunto1
 
^
 
conjunto2
  
# Diferencia simétrica

    
set
([
'c'
,
 
'd'
])

```

### Listas por comprensión
Una lista por comprensión (en inglés list comprehension) es una expresión compacta para definir listas. Al igual que lambda, aparece en lenguajes funcionales. Ejemplos:
```
>>>
 
range
(
5
)
  
# La función range devuelve una lista, empezando en 0 y terminando con el número indicado menos uno

    
[
0
,
 
1
,
 
2
,
 
3
,
 
4
]

>>>
 
[
i
 
*
 
i
 
for
 
i
 
in
 
range
(
5
)]
  
# Por cada elemento del rango, lo multiplica por sí mismo y lo agrega al resultado

    
[
0
,
 
1
,
 
4
,
 
9
,
 
16
]

>>>
 
lista
 
=
 
[(
i
,
 
i
 
+
 
2
)
 
for
 
i
 
in
 
range
(
5
)]

>>>
 
lista

    
[(
0
,
 
2
),
 
(
1
,
 
3
),
 
(
2
,
 
4
),
 
(
3
,
 
5
),
 
(
4
,
 
6
)]

```

### Funciones
- Las funciones se definen con la palabra clave def, seguida del nombre de la función y sus parámetros. Otra forma de escribir funciones, aunque menos utilizada, es con la palabra clave lambda (que aparece en lenguajes funcionales como Lisp).
- El valor devuelto en las funciones con def será el dado con la instrucción return.
- Las funciones pueden recibir parámetros especiales para manejar el exceso de argumentos.
  - El parámetro *args recibe como una tupla un número variable de argumentos posicionales.
  - El parámetro **kwargs recibe como un diccionario un número variable de argumentos por palabras clave.

def:
```
>>>
 
def
 
suma
(
x
,
 
y
=
2
):

...
     
return
 
x
 
+
 
y
  
# Retornar la suma del valor de la variable "x" y el valor de "y"

...

>>>
 
suma
(
4
)
  
# La variable "y" no se modifica, siendo su valor: 2

    
6

>>>
 
suma
(
4
,
 
10
)
  
# La variable "y" sí se modifica, siendo su nuevo valor: 10

    
14

```

*args:
```
>>>
 
def
 
suma
(
*
args
):

...
    
resultado
 
=
 
0

...
    
# Se itera la tupla de argumentos

...
    
for
 
num
 
in
 
args
:

...
        
resultado
 
+=
 
num
 
#  Suma todos los argumentos

...
    
return
 
resultado
  
# Retorna el resultado de la suma

...

>>>
 
suma
(
2
,
 
4
)

    
6

>>>
 
suma
(
1
,
 
3
,
 
5
,
 
7
,
 
9
)
  
# No importa el número de variables posicionales que se pasen a la función

    
25

```

**kwargs:
```
def
 
suma
(
**
kwargs
):

...
    
resultado
 
=
 
0

...
    
# Se itera el diccionario de argumentos

...
    
for
 
key
,
 
value
 
in
 
kwargs
.
items
():

...
        
resultado
 
+=
 
value
  
# Suma todos los valores de los argumentos

...
    
return
 
resultado

...

>>>
 
suma
(
x
=
1
,
 
y
=
3
)

    
4

>>>
 
suma
(
x
=
2
,
 
y
=
4
,
 
z
=
6
)
  
# No importa el número de variables por clave que se pasen a la función

    
12

```

lambda:
```
>>>
 
suma
 
=
 
lambda
 
x
,
 
y
=
2
:
 
x
 
+
 
y

>>>
 
suma
(
4
)
  
# La variable "y" no se modifica, siendo su valor: 2

    
6

>>>
 
suma
(
4
,
 
10
)
  
# La variable "y" sí se modifica, siendo su nuevo valor: 10

    
14

```

### Clases
- Las clases se definen con la palabra clave class, seguida del nombre de la clase y, si hereda de otras clases, los nombres de estas.
- En Python 2.x era recomendable que una clase heredase de object, en Python 3.x ya no hace falta.
- En una clase, un método equivale a una función, y un atributo equivale a una variable.[42]
- __init__ es un método especial que se ejecuta al instanciar la clase, se usa generalmente para inicializar atributos y ejecutar métodos necesarios. Al igual que todos los métodos en Python, debe tener al menos un parámetro (generalmente se utiliza self). El resto de parámetros serán los que se indiquen al instanciar la clase.
- Los atributos que se desee que sean accesibles desde fuera de la clase se deben declarar usando self. delante del nombre.
- En Python no existe el concepto de encapsulamiento,[43] por lo que el programador debe ser responsable de asignar los valores a los atributos.

```
>>>
 
class
 
Persona
():

...
     
def
 
__init__
(
self
,
 
nombre
,
 
edad
):

...
         
self
.
nombre
 
=
 
nombre
  
# Un atributo cualquiera

...
         
self
.
edad
 
=
 
edad
  
# Otro atributo cualquiera

...
     
def
 
mostrar_edad
(
self
):
  
# Es necesario que, al menos, tenga un parámetro, generalmente self

...
         
print
(
self
.
edad
)
 
# mostrando un atributo

...
     
def
 
modificar_edad
(
self
,
 
edad
):
  
# Modificando edad

...
         
if
 
0
 
>
 
edad
 
<
 
150
:
  
# Se comprueba que la edad no sea menor que 0 (algo imposible) ni mayor que 150 (algo realmente difícil)

...
             
return
 
False

...
         
else
:
  
# Si está en el rango 0-150, entonces se modifica la variable

...
             
self
.
edad
 
=
 
edad
  
# Se modifica la edad

...

>>>
 
p
 
=
 
Persona
(
'Alicia'
,
 
20
)
  
# Instanciando la clase. Como se puede ver, no se especifica el valor de self

>>>
 
p
.
nombre
  
# La variable "nombre" del objeto sí es accesible desde fuera

    
'Alicia'

>>>
 
p
.
nombre
 
=
 
'Andrea'
  
# Y por tanto, se puede cambiar su contenido

>>>
 
p
.
nombre

    
'Andrea'

>>>
 
p
.
mostrar_edad
()
  
# Se llama a un método de la clase

    
20

>>>
 
p
.
modificar_edad
(
21
)
  
# Es posible cambiar la edad usando el método específico que hemos hecho para hacerlo de forma controlada

>>>
 
p
.
mostrar_edad
()

    
21

```

### Módulos
Existen muchas propiedades que se pueden agregar al lenguaje importando módulos, conjuntos de funciones y clases para realizar determinadas tareas usualmente escritos también en Python. Un ejemplo es el módulo tkinter, que permite crear interfaces gráficas basadas en la biblioteca Tk. Otro ejemplo es el módulo os, que provee acceso a muchas funciones del sistema operativo. Los módulos se agregan al código escribiendo la palabra import, seguida del nombre del módulo que queramos usar.

#### Instalación de módulos (pip)
La instalación de módulos en Python se puede realizar mediante la herramienta de software Pip, que suele estar incluida en las instalaciones de Python. Esta herramienta permite la gestión de los distintos paquetes o módulos instalables para Python, incluyendo así las siguientes características:
- Instalación de paquetes.
  - Instalación de versiones concretas de paquetes.
  - Instalación a partir de un archivo de configuración.
- Desinstalación.
- Actualización.

#### Interfaz al sistema operativo
El módulo os provee funciones para interactuar con el sistema operativo:
```
>>>
 
import
 
os

>>>
 
os
.
name
  
# Devuelve el nombre del sistema operativo

    
'posix'

>>>
 
os
.
mkdir
(
"/tmp/ejemplo"
)
  
# Crea un directorio en la ruta especificada

```

Para tareas de administración de archivos, el módulo shutil provee una interfaz de más alto nivel:
```
>>>
 
import
 
shutil

>>>
 
shutil
.
copyfile
(
'datos.db'
,
 
'informacion.db'
)

    
'informacion.db'

>>>
 
shutil
.
move
(
'/build/programas'
,
 
'dir_progs'
)

    
'dir_progs'

```

#### Comodines de archivos
El módulo glob provee una función para crear listas de archivos a partir de búsquedas con comodines en carpetas:
```
>>>
 
import
 
glob

>>>
 
glob
.
glob
(
'*.py'
)

    
[
'numeros.py'
,
 
'ejemplo.py'
,
 
'ejemplo2.py'
]

```

#### Argumentos de línea de órdenes
Los argumentos de línea de órdenes se almacenan en el atributo argv del módulo sys como una lista.
```
>>>
 
import
 
sys

>>>
 
print
(
sys
.
argv
)

    
[
'demostracion.py'
,
 
'uno'
,
 
'dos'
,
 
'tres'
]

```

#### Matemática
El módulo math permite acceder a las funciones de matemática de punto flotante:
```
>>>
 
import
 
math

>>>
 
math
.
cos
(
math
.
pi
 
/
 
3
)

    
0.494888338963

>>>
 
math
.
log
(
1024
,
 
2
)

    
10.0

```

El módulo random se utiliza para realizar selecciones al azar:
```
>>>
 
import
 
random

>>>
 
random
.
choice
([
'durazno'
,
 
'manzana'
,
 
'frutilla'
])

    
'durazno'

>>>
 
random
.
sample
(
range
(
100
),
 
10
)
   
# Elección sin reemplazo

    
[
30
,
 
23
,
 
17
,
 
24
,
 
8
,
 
81
,
 
41
,
 
80
,
 
28
,
 
13
]

>>>
 
random
.
random
()
  
# Un float al azar en el intervalo [0, 1)

    
0.23370387692726126

>>>
 
random
.
randrange
(
6
)
  
# Un entero al azar en el intervalo [0, 6)

    
3

```

El módulo statistics se utiliza para estadística básica, por ejemplo: media, mediana, varianza, etc.:
```
>>>
 
import
 
statistics

>>>
 
datos
 
=
 
[
1.75
,
 
2.75
,
 
1.25
,
 
0.5
,
 
0.25
,
 
1.25
,
 
3.5
]

>>>
 
statistics
.
mean
(
datos
)

    
1.6071428571428572

>>>
 
statistics
.
median
(
datos
)

    
1.25

>>>
 
statistics
.
variance
(
datos
)

    
1.3720238095238095

```

#### Fechas y horas
Los módulos time y datetime permiten trabajar con fechas y horas.
```
>>>
 
from
 
datetime
 
import
 
datetime

>>>
 
import
 
time

>>>
 
datetime
.
now
()
.
isoformat
()
  
# Devuelve la fecha y hora actual

    
'2010-08-10T18:01:17.900401'

>>>
 
datetime
.
now
()
.
strftime
(
"%Y-%m-
%d
 %H:%M:%S"
)
  
# Devuelve la fecha y/u hora actual con el formato especificado

    
'2010-08-10 18:01:17'

>>>
 
time
.
strftime
(
"%Y-%m-
%d
 %H:%M:%S"
)
  
# Método equivalente

    
'2010-08-10 18:01:17'

```

#### Módulo Turtle
El módulo turtle permite la implementación de gráficas tortuga:
```
>>>
 
import
 
turtle

>>>
 
turtle
.
pensize
(
2
)

>>>
 
turtle
.
left
(
120
)

>>>
 
turtle
.
forward
(
100
)

```

Polígonos con el módulo Turtle:

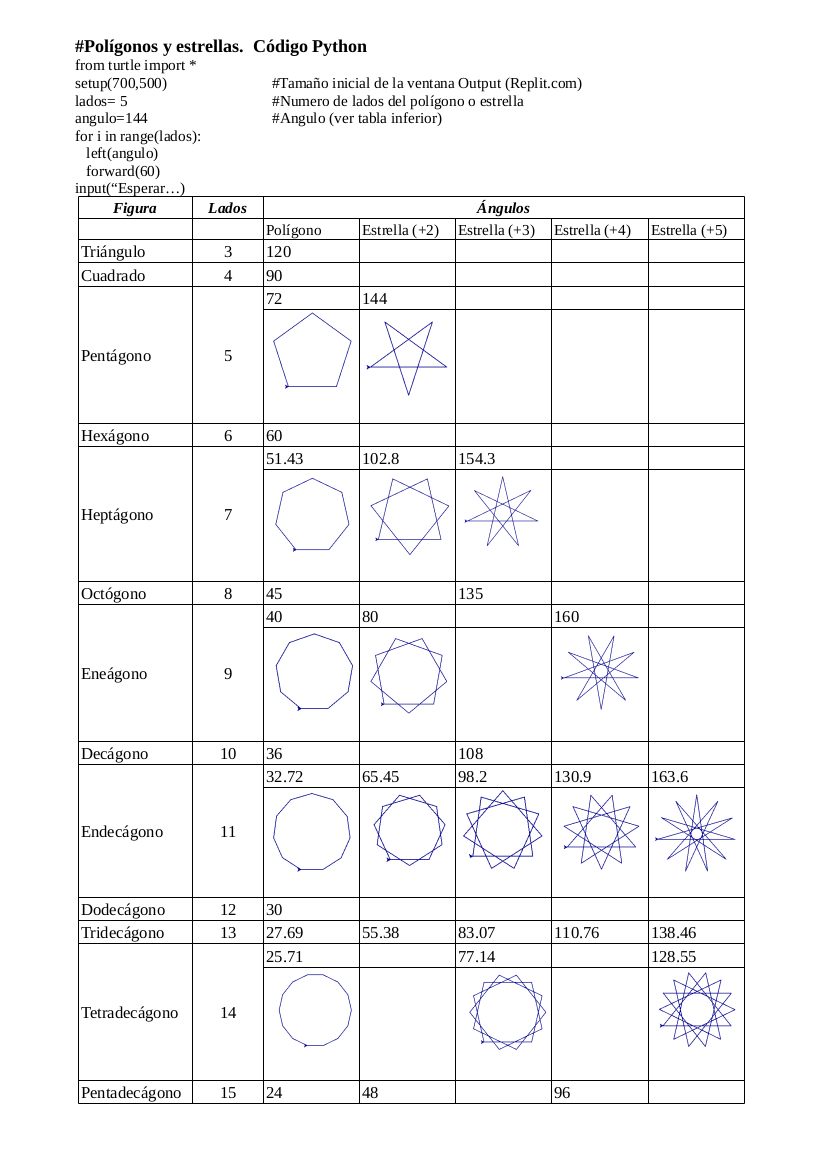
Polígonos regulares y estrellas

## Sistema de objetos
En Python todo es un objeto (incluso las clases). Las clases, al ser objetos, son instancias de una metaclase. Python, además, soporta herencia múltiple y polimorfismo.
```
>>>
 
cadena
 
=
 
"abc"
  
# Una cadena es un objeto de "str"

>>>
 
cadena
.
upper
()
  
# Al ser un objeto, posee sus propios métodos

    
'ABC'

>>>
 
lista
 
=
 
[
True
,
 
3.1415
]
  
# Una lista es un objeto de "list"

>>>
 
lista
.
append
(
42
)
  
# Una lista (al igual que todo) es un objeto, y también posee sus propios métodos

>>>
 
lista

    
[
True
,
 
3.1415
,
 
42
]

```

## Biblioteca estándar

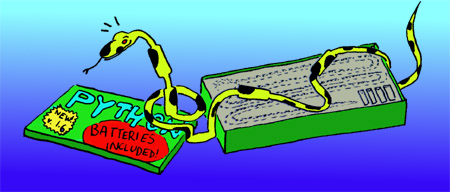
Python viene con «pilas incluidas»

Python tiene una gran biblioteca estándar, usada para una diversidad de tareas. Esto viene de la filosofía «pilas incluidas» (batteries included) en referencia a los módulos de Python. Los módulos de la biblioteca estándar pueden complementarse con módulos personalizados escritos en C o en Python. Debido a la gran variedad de herramientas incluidas en la biblioteca estándar, combinada con la capacidad de usar lenguajes de bajo nivel como C y C++ (los cuales son capaces de interactuar con otras bibliotecas), Python es un lenguaje que combina su clara sintaxis con el inmenso poder de lenguajes de más bajo nivel.

## Implementaciones
Existen diversas implementaciones del lenguaje:
- CPython es la implementación original, disponible para varias plataformas en el sitio oficial de Python.
- IronPython es la implementación para .NET.
- Stackless Python es la variante de CPython que trata de no usar el stack de C (www.stackless.com).
- Jython es la implementación hecha en Java.
- Pippy es la implementación realizada para Palm (pippy.sourceforge.net).
- PyPy es una implementación de Python escrita en Python y optimizada mediante JIT (pypy.org).
- ActivePython es una implementación privativa de Python con extensiones, para servidores en producción y aplicaciones de misión crítica desarrollado por ActiveState Software.

## Incidencias
A lo largo de su historia, Python ha presentado una serie de incidencias, de las cuales las más importantes han sido las siguientes:
- El 13 de febrero de 2009 se lanzó una nueva versión de Python bajo el nombre clave «Python 3000» o,[47] abreviado, «Py3K».[48] Esta nueva versión incluye toda una serie de cambios que requieren reescribir el código de versiones anteriores. Para facilitar este proceso, junto con Python 3 se ha publicado una herramienta de traducción automática llamada 2to3.[49][50]
- El sistema operativo Windows 10, a partir de su actualización de mayo de 2019, dispone de la característica de preinstalación asistida del lenguaje Python y varias de sus herramientas adicionales.[51]